# Klatovy
Klatovy là một thị trấn thuộc huyện Klatovy, vùng Plzeňský, Cộng hòa Séc.

## Tap anh

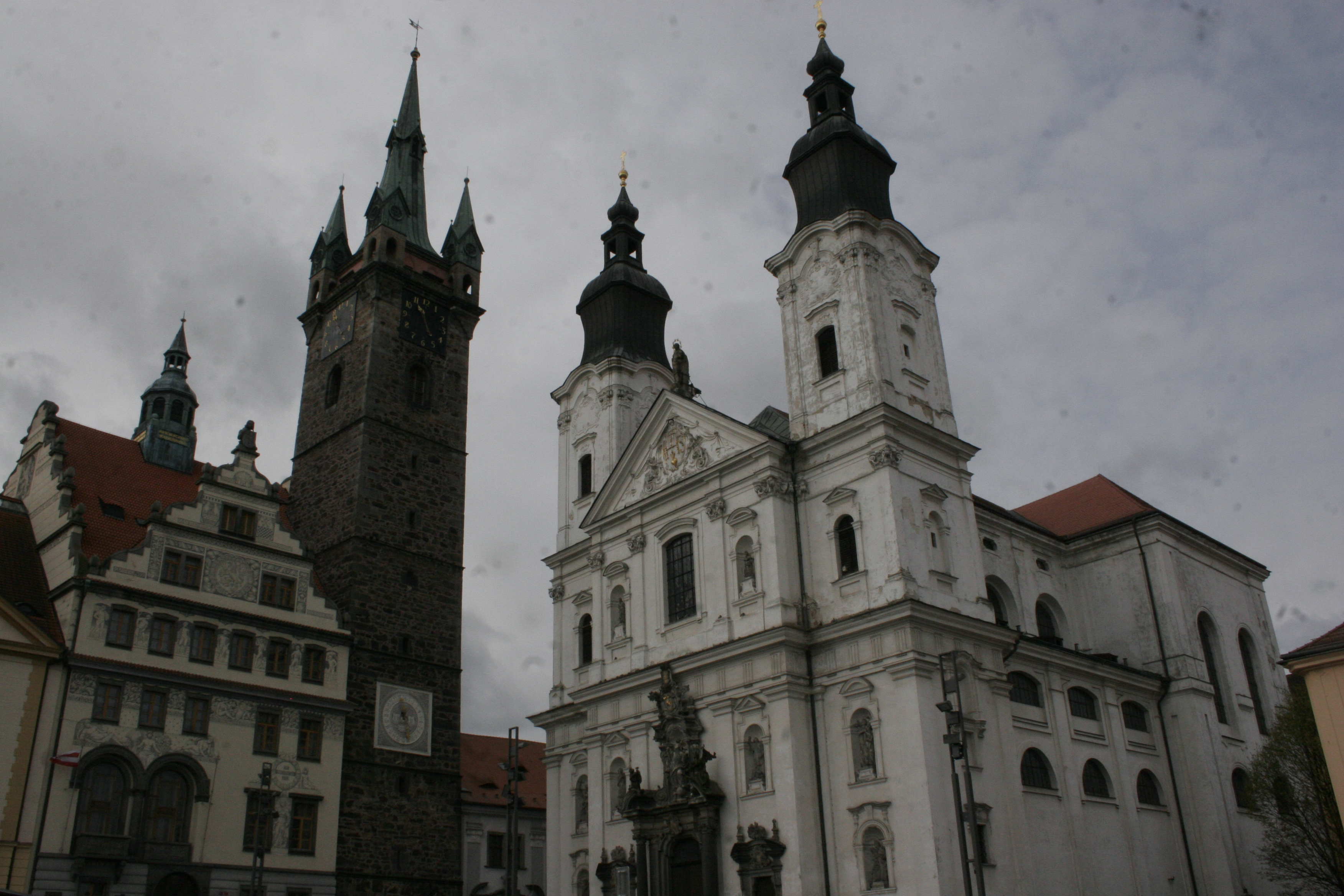
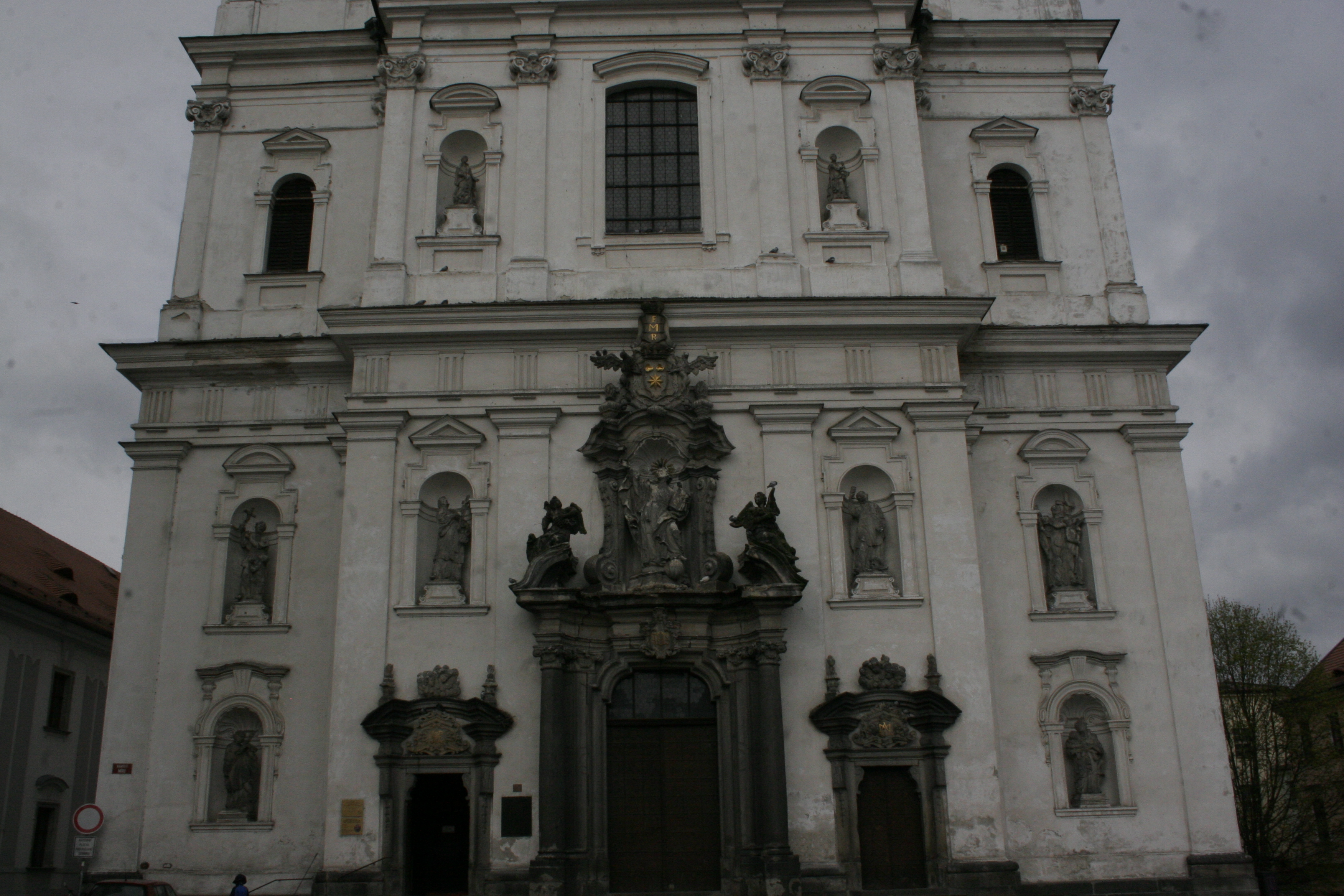
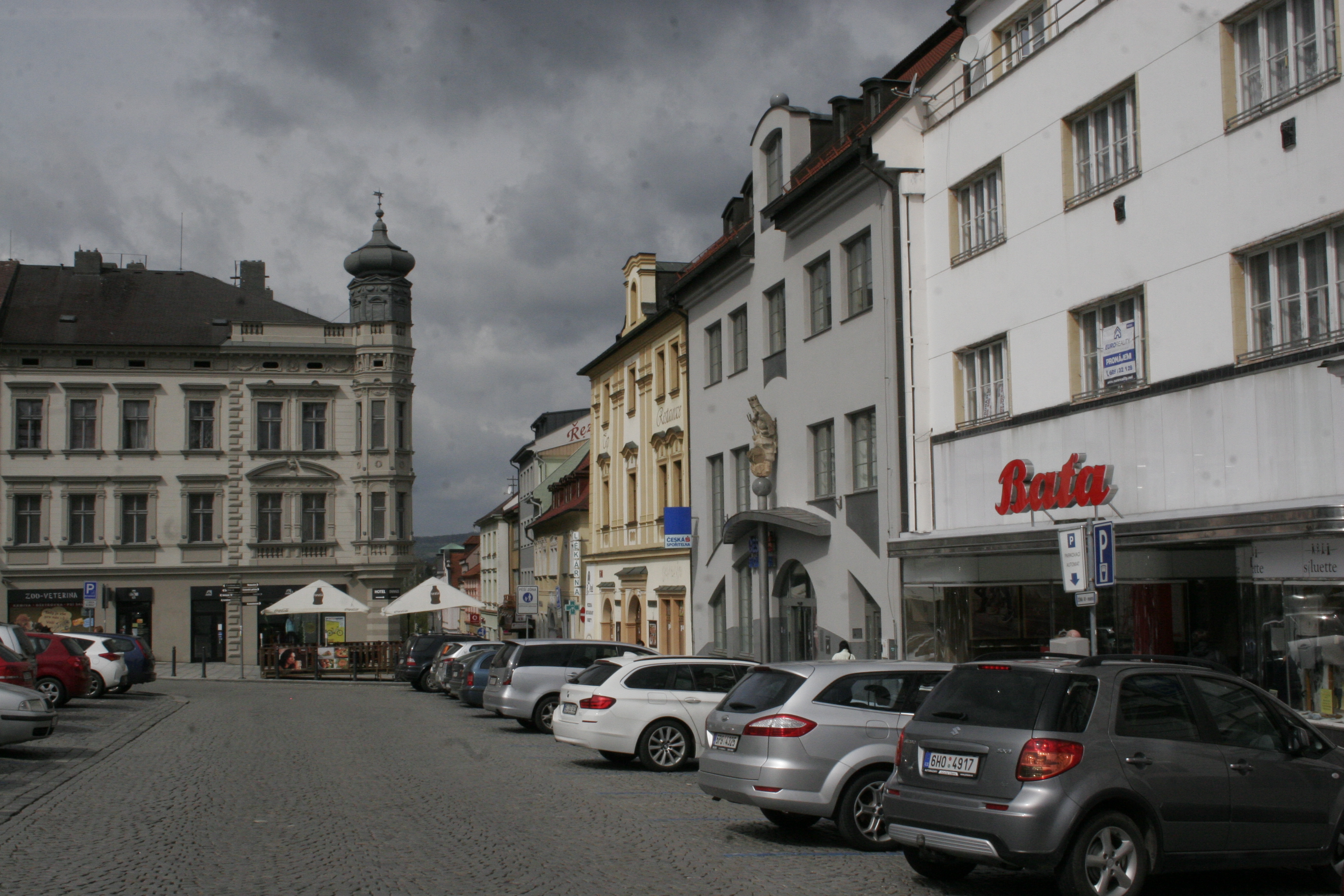